# Saint-Guilhem-le-Désert
Saint-Guilhem-le-Désert è un comune francese di 265 abitanti situato nel dipartimento dell'Hérault nella regione dell'Occitania.
Situato nel cuore delle gole dell'Hérault, è un sito turistico che fa parte del Grand site national di Francia.

## Storia

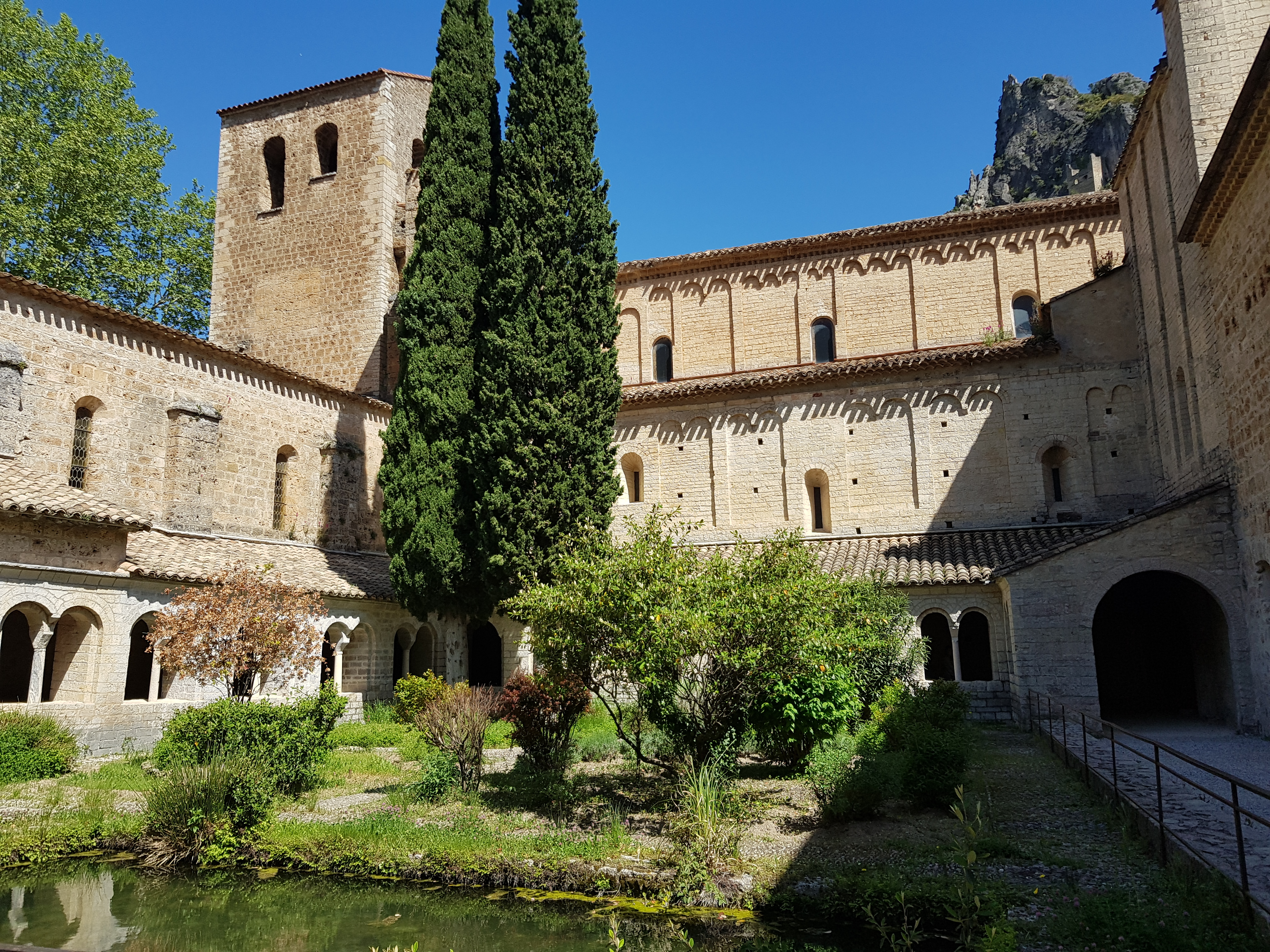
Il chiostro dell'abbazia

Nell'804 il conte di Tolosa Guglielmo d'Aquitania fondò una abbazia in una località situata nel cuore delle gole dell'Hérault, allora nota come valle di Gellona, nella quale si ritirò nell'806, dopo essersi spogliato di tutti i titoli nobiliari. L'abbazia, inizialmente denominata abbazia di Gellona, alla morte del suo fondatore, avvenuta nell'812, fu ribattezzata "abbazia di Guglielmo" e divenne ufficialmente l'Abbazia di Saint-Guilhem-le-Désert, dopo la sua canonizzazione, avvenuta nel 1066.
Attorno all'abbazia, divenuta nel tempo una stazione importante nel tragitto francese del Cammino di Santiago di Compostela, si sviluppò un borgo di case disposte a vari livelli lungo il corso del torrente Verdus, la cui struttura si è ben conservata sino ai nostri tempi.

## Società

### Evoluzione demografica
Abitanti censiti